# Schmidt-schiereiland
Het Schmidt-schiereiland (Russisch: Полуостров Шмидта) is een schiereiland in de oblast Sachalin in het oosten van Rusland. Het is het meest noordelijke punt van het eiland Sachalin en ligt ten noorden van de stad Okha.

## Geschiedenis
De inheemse Nivchen-bevolking in het noorden van Sachalin noemde het schiereiland Mif-Tyongr (Миф-тёнгр), wat 'hoofd van de aarde' betekent. De naam Schmidt-schiereiland werd in 1908 gekozen door de geoloog N. Tichonovich, ter ere van collega-geoloog Fjodor Schmidt die Sachalin in 1866 had bezocht. Eerder werd het op bepaalde kaarten "Saint Elizabeth-schiereiland" genoemd. Kaap Elizabeth en Kaap Mary, de twee belangrijkste landtongen van het schiereiland, werden in 1805 genoemd door admiraal Ivan Kruzenshtern van de Russische marine (1770–1846).

## Geografie
Het Schmidt-schiereiland is het noordelijke uiteinde van het eiland Sachalin. Er zijn twee ongeveer evenwijdige bergketens die zich uitstrekken in NNW/ZZO-richting. De bergen zijn bedekt met lariks- en sparrenbossen en worden gescheiden door een moerassige vallei. Kaap Elizabeth ligt aan de noordkant van de Eastern Range en Kaap Mary (мыс Марии), de noordwestelijke landtong, aan de noordkant van de lagere Western Range. De Severnybaai ligt tussen hen in. In het westen ligt de Golf van Sachalin en in het oosten en noorden de Zee van Okhotsk. Het hoogste punt van het schiereiland is de 623 meter hoge Drie Broersberg (гора Три Брата), die oprijst in het oostelijke gebergte.
Ten noordwesten van het schiereiland stroomt de Noord-Ochotskstroom die zich hier splitst in de Oost-Sachalinstroom en de Limanstroom.